# Pagurojacquesia polymorpha
Pagurojacquesia polymorpha is een tienpotigensoort uit de familie van de Paguridae. De wetenschappelijke naam van de soort is voor het eerst geldig gepubliceerd in 1999 door de Saint Laurent & McLaughlin.